# Stiletto (steekwapen)

Openen van een stiletto

De term stiletto wordt vaak gebruikt voor een valmes dat zich door middel van een veer automatisch zijwaarts kan openen.

## Achtergrond
Oorspronkelijk was de term “stiletto” een benaming voor een smal en dubbelsnijdend lemmet. Bepaalde dolken worden stiletto’s genoemd, maar een stilettolemmet kan ook gebruikt worden bij een vouwmes. De term stiletto komt uit Italië.
Veelvoorkomend is ook dat de voorste helft dubbelsnijdend is en de achterste helft enkelsnijdend. Indien dit het geval is bij een vouwmes (een mes waarbij het lemmet in het handvat gevouwen kan worden) zal de kant die naar buiten wijst niet volledig scherp zijn, maar half scherp. Zo zal het in gesloten toestand niet onbedoeld snijden, maar heeft het wel het extra penetratievermogen van een dubbelsnijdend lemmet (een spitsere punt, minder materiaal dat weerstand ondervindt).

## Valmes
Een stiletto verschilt van een valmes, doordat een stiletto zijdelings opent. Valmessen zijn uitklapbare messen die niet zijwaarts openen, maar waarbij het lemmet naar voren uit het handvat komt. Dit kan op zwaartekracht, vandaar de naam valmes. Parachutisten in de Tweede Wereldoorlog gebruikten deze vaak. Dergelijke messen zijn in Nederland en België verboden.
Ook is het mogelijk om een valmes te hebben waarbij het lemmet door veerkracht naar voren uit het handvat komt. Vroege exemplaren konden zo geopend worden. Om het lemmet weer in het handvat te krijgen moest het tegen een muur of iets anders teruggeduwd worden.
Later zijn er modellen ontwikkeld die ook weer op veerkracht het lemmet terugtrekken. Dit mechanisme is relatief gevoelig voor mankementen en het formaat handvat is fors ten opzichte van het lemmet.

## Stiletto en vlindermes
Met het populair worden van de eveneens makkelijk te openen vlindermessen is de populariteit van automatische stiletto’s afgenomen. Zeer waarschijnlijk is dit omdat een vlindermes eenvoudiger en betrouwbaarder is en men minder kans op mechanische problemen heeft.
Snel en gemakkelijk te openen messen worden vaak als erg intimiderend ervaren.

## Nederlandse wetgeving
- Per 1 mei 2012 zijn volgens artikel 2 van de Nederlandse wet "Wet wapens en munitie" (WWM), stiletto's, vlindermessen en valmessen in zijn geheel verboden.
- Volgens Artikel 13 van de WWM, is het "verboden een wapen van categorie I te vervaardigen, te transformeren, voor derden te herstellen, over te dragen, voorhanden te hebben, te dragen, te vervoeren, te doen binnenkomen of te doen uitgaan."
- Een stiletto wordt in art. 2 lid 1 onder a. van de Regeling Wapens en Munitie (RWM) verstaan als "een opvouwbaar mes waarvan het lemmet door een druk-, of vergelijkbaar ontgrendelingsmechanisme zijdelings scharnierend uit het heft wordt gebracht."
- Een valmes wordt in art. 2 lid 1 onder b. van de Regeling Wapens en Munitie (RWM) verstaan als "een mes waarvan het lemmet door een druk- of vergelijkbaar ontgrendelingsmechanisme, dan wel door een zwaaibeweging of door zwaartekracht rechtstandig uit het heft wordt gebracht."

## Trivia
- Behalve een automatisch te openen mes, bestaat er ook een schoentype dat wordt aangeduid met de naam "stiletto". Het is een damesschoen met een heel hoge, smalle hak. Om van een stilettohak te kunnen spreken, moet de hak minstens 7 cm hoog zijn en niet breder dan 1 cm.